# Кабраль, Милагрос
Милагрос Кабраль де ла Крус (исп. Milagros Cabral de la Cruz; 17 октября 1978, Санто-Доминго) — доминиканская волейболистка.

## Спортивная карьера

### Клубы
Игровую карьеру Милагрос Кабраль начала в 1995 году в клубе «Лос Кахоррос» (Санто-Доминго), первый международный контракт подписала в 1997 году с японским «Пайонир Ред Уингз» из Тендо. С 2001 года провела два сезона в составе испанского клуба из Бургоса, с которым дважды выходила в четвертьфинал Лиги чемпионов и финал Кубка королевы Испании, в 2003 году стала бронзовым призёром национального чемпионата. В сезоне-2003/04 играла в итальянской «Модене», а после Олимпийских игр в Афинах присоединилась к хабаровскому «Самородку». В чемпионате России-2004/05 её команда заняла 5-е место, немного не дотянув до выхода в «Финал четырёх», в решающем третьем матче четвертьфинальной серии до двух побед уступив «Балаковской АЭС» со счётом 2:3. По ходу драматичной пятой партии, завершившейся со счётом 17:19, Мила, как называли Кабраль в России, получила травму ахиллова сухожилия и не смогла доиграть матч.
В 2006 году, играя в Пуэрто-Рико за «Леонас де Понсе», вошла в символическую сборную национального чемпионата. В сезоне 2006/07 годов выступала в Испании за «Икаро» (Аларо) и помогла клубу с Майорки выйти в сильнейший дивизион — Суперлигу. В 2008 году была признана самым ценным игроком регулярного сезона и финального этапа чемпионата Пуэрто-Рико, завершившегося победой её команды «Пинкин де Коросаль». В том же году в составе клуба «Корея Экспрессуэй» (Соннам) стала самым результативным игроком чемпионата Южной Кореи.

### Сборная
Милагрос Кабраль является одной из наиболее ярких представительниц поколения, с которым связаны основные достижения сборной Доминиканской Республики начала XXI века.
С 1994 года она играла за юниорскую сборную страны, в 1998 году провела первые матчи в национальной команде, сыграв на Центральноамериканских и Карибских играх и чемпионате мира в Японии — первом мировом форуме для сборной Доминиканской Республики после 20-летнего перерыва. В общей сложности была участницей четырёх чемпионатов мира.
Наряду с Аннерис Варгас и Присиллой Риверой принимала участие на двух Олимпийских играх — в Афинах-2004 и Лондоне-2012. В Афинах Кабраль стала самым результативным игроком в составе своей команды. Её сборная, будучи дебютантом олимпийских соревнований, не смогла выйти в четвертьфинал, однако отметилась сенсационной победой со счётом 3:2 над соперницами из США. По итогам 2004 года Кабраль, набравшая в том матче 21 очко, была признана на родине лучшей волейболисткой года. На Играх в Лондоне выполняла функции капитана карибской команды, которая дошла до четвертьфинала.
Милагрос Кабраль признавалась самым ценным игроком Центральноамериканских и Карибских игр (2002) и Панамериканского Кубка (2003). В 2009 году в составе сборной стала чемпионкой конфедерации NORCECA и выиграла бронзовую медаль Большого чемпионского Кубка в Японии. В декабре 2009 года газета Hoy назвала Кабраль лучшей спортсменкой страны за последние десять лет. После Олимпийских игр в Лондоне объявила о завершении карьеры в сборной. За годы выступлений она провела за национальную команду 389 матчей.
| Милагрос Кабраль на Олимпийских играх | Милагрос Кабраль на Олимпийских играх | Милагрос Кабраль на Олимпийских играх | Милагрос Кабраль на Олимпийских играх | Милагрос Кабраль на Олимпийских играх | Милагрос Кабраль на Олимпийских играх | Милагрос Кабраль на Олимпийских играх | Милагрос Кабраль на Олимпийских играх |
| Турнир                                | Матчи                                 | Партии                                | Очки                                  | Очки в атаке                          | Очки на блоке                         | Очки с подачи                         |                                       |
| ------------------------------------- | ------------------------------------- | ------------------------------------- | ------------------------------------- | ------------------------------------- | ------------------------------------- | ------------------------------------- | ------------------------------------- |
| 2004                                  | 5                                     | 17                                    | 70                                    | 64                                    | 6                                     | 0                                     |                                       |
| 2012                                  | 6                                     | 20                                    | 66                                    | 59                                    | 6                                     | 1                                     |                                       |

## Достижения

### Со сборной
- Чемпионка NORCECA (2009), бронзовый призёр чемпионатов NORCECA (2001, 2003, 2007).
- Бронзовый призёр Всемирного Кубка чемпионов (2009).
- Чемпионка Панамериканских игр (2003).
- Обладательница Панамериканского Кубка (2008, 2010), серебряный (2002, 2003, 2009, 2011) и бронзовый (2006, 2007) призёр Панамериканского Кубка.
- Серебряный (2008) и бронзовый (2009) призёр «Финала четырёх».
- Чемпионка Центральноамериканских и Карибских игр (2002, 2006, 2010), серебряный призёр Центральноамериканских и Карибских игр (1998).

### В клубной карьере
- Бронзовый призёр чемпионата Испании (2002/03).
- Финалистка Кубка королевы Испании (2001/02, 2002/03).
- Чемпионка Пуэрто-Рико (2008), серебряный призёр чемпионата Пуэрто-Рико (2009).

### Индивидуальные призы
- MVP Центральноамериканских и Карибских игр (2002).
- MVP и лучшая нападающая Панамериканского Кубка (2003).